# Long John Silver
Long John Silver è un personaggio immaginario dei romanzi L'isola del tesoro di Robert Louis Stevenson e La vera storia del pirata Long John Silver e L'ultima avventura del pirata Long John Silver di Björn Larsson. Silver è il personaggio più sfaccettato e complesso de L'isola del tesoro, conosciuto anche col soprannome di Barbecue e di Cuoco di bordo (The Sea Cook, che è anche uno dei titoli alternativi dell'opera di Stevenson). La sua gamba mancante e il suo pappagallo hanno contribuito notevolmente all'immagine del pirata nella cultura popolare.

## Ispirazione
Dalla corrispondenza epistolare di Stevenson risulta che l'idea per il personaggio di Silver gli venne dall'amico William Henley, scrittore a sua volta ed editore. Il figlioccio di Stevenson, Lloyd Osbourne, descrisse Henley come "un grosso, sanguigno individuo dalle spalle larghe con una gran barba rossa e una stampella [Henley era invalido]; gioviale, sorprendentemente arguto e con una risata che scrosciava come musica; aveva una vitalità e una passione inimmaginabili; era assolutamente travolgente". In una lettera a Henley dopo la pubblicazione de L'isola del tesoro Stevenson scrisse "Devo farti una confessione: è stata la vista della tua pur menomata possanza e del tuo carisma che ha generato Long John Silver… L'idea dell'uomo sciancato che persuade e terrorizza al solo suono della voce, è stata interamente presa da te" (An intimate portrait of R. L. Stevenson, 1924).

## Descrizione del personaggio

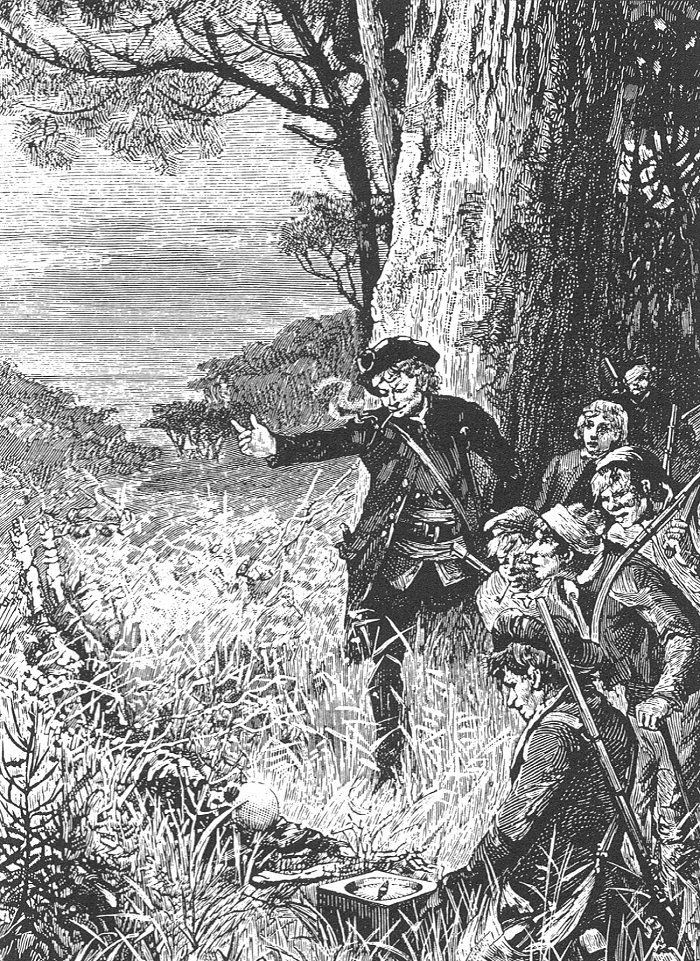
Long John Silver mentre trova lo scheletro di Allardyce, illustrazione di Georges Roux (1885).

Ne L'isola del tesoro, Long John Silver è un pirata astuto e opportunista che era quartiermastro del famigerato capitano Flint e timoniere della Tricheco, dopo aver perso una gamba. Silver afferma di aver prestato servizio nella Marina Reale e di aver subito l'amputazione della gamba sotto "l'immortale Hawk". Sotto la spalla sinistra porta sempre una stampella, che gestisce "con meravigliosa destrezza, saltandoci sopra come un uccello". È un uomo molto alto e robusto con una faccia grande, semplice e pallida, ma sorridente. Indossa spesso giacche da ufficiale della marina britannica, che di solito sono pulite solo la prima volta che le indossa.
Silver ha un pappagallo, chiamato Capitano Flint, in memoria del suo ex capitano, che solitamente se ne sta appollaiato sulla spalla del suo proprietario, e noto per chiacchierare con frasi piratesche o marinaresche.
Afferma di essere stato l'unico uomo di cui Flint avesse paura. Come molti altri personaggi di Stevenson, c'è in lui più di un semplice accenno di ambiguità: apparentemente Silver è un gran lavoratore e un marinaio alla mano ed è solo nel procedere della trama che la doppiezza della sua natura si svela appieno. A questo proposito il suo rapporto con Jim Hawkins, il protagonista del romanzo, è emblematico: Silver funge da mentore del ragazzo nonché da suo padre putativo, creando in lui un forte trauma quando questi scoprirà che è il vero responsabile dell'ammutinamento e soprattutto quando, in virtù di ciò, Jim dovrà affrontarlo e combatterlo.
Silver è soprannominato "Barbecue" e un altro nome che gli si può attribuire nel romanzo di Stevenson è "Cuoco di Mare". Ha un terribile senso dell'umorismo, spesso mascherando questo tratto con risate strazianti seguite da citazioni che ritiene divertenti. Silver è intelligente e ha la particolarità di essere un bugiardo estremamente convincente, capace di persuadere chiunque solo attraverso il suo modo di parlare manipolatore ed eccentrico, dimostrando di avere un'eloquenza ineguagliabile. Ha anche l'abitudine di fumare la pipa.
Sebbene sia disposto a cambiare schieramento in qualsiasi momento per garantirsi la sopravvivenza, Silver ha delle virtù compensative: è abbastanza saggio da prestare attenzione alla gestione del suo denaro, in contrasto con i modi spendaccioni della maggior parte dei pirati, ed è coraggioso nonostante la sua disabilità; ad esempio, quando il forziere di Flint viene trovato vuoto, dimostra il sangue freddo di fronteggiare cinque uomini furiosi pur potendo contare sul solo aiuto del giovane Jim.
Gli storici hanno osservato che il resoconto che Silver fa delle proprie imprese durante la prima metà del XVIII secolo è in contrasto con la storia nota della figure storiche che egli cita, e che il pirata abbia anche esagerato la gamma e la portata dei suoi sforzi a beneficio di Jim Hawkins o dei potenziali fuorilegge che via via cercava di reclutare, o in alternativa che la sua memoria è difettosa (vedasi L'isola del tesoro).
Quando Silver alla fine del romanzo riesce a fuggire, porta con sé "tre o quattrocento ghinee" dal contenuto del forziere, divenendo così uno dei due soli vecchi membri dell'equipaggio di Flint ad essere riusciti a mettere le mani su una porzione del ritrovato tesoro; una piccola scorta di lingotti d'argento viene apparentemente lasciata nell'isola (il maroon redento Ben Gunn è l'altro, ma egli spende tutte le sue 1.000 sterline in diciannove giorni). La stessa ambivalenza di Jim nei confronti di Silver si riflette nell'ultimo capitolo, quando egli auspica che il vecchio pirata sia tutto sommato riuscito a ritirarsi in un agiato esilio: «O perlomeno è da sperarsi, suppongo, giacché le sue possibilità di agio in un altro mondo sono piuttosto scarse».
È sposato a una donna di discendenza africana, cui affida la gestione della sua taverna Il Cannocchiale in sua assenza e che conduce gli affari quando le sue azioni ne rendono improbabile un ritorno a terra.

## Adattamenti (cinema, radio, televisione)
L'elenco degli attori che hanno portato sul grande schermo gli innumerevoli adattamenti cinematografici de L'isola del tesoro include Wallace Beery, Ivo Garrani, Orson Welles, Charlton Heston, Robert Newton, Anthony Quinn, Tim Curry, Jack Palance, Brian Murray, Oleg Borisov, Boris Andreev e l'attore britannico Ivor Dean in una versione televisiva del romanzo. Robert Newton diede un seguito ai suoi due film su Long John Silver con una serie prodotta dalla televisione australiana.
La BBC1 ha proposto la storia tre volte, con Peter Vaughn, Bernard Miles e Alfred Burke rispettivamente interpreti di Long John Silver. Ivor Dean interpretò a sua volta il personaggio in un'acclamata trasposizione televisiva nel 1966. Dopo la fine di quella fortunata mini-serie in quattro puntate, decise di riprendere il ruolo per nuove avventure di Silver. Cominciò a lavorare a un soggetto col regista Robert S. Baker, ma la sua morte improvvisa stroncò sul nascere il progetto.
Nel 1985 il copione venne utilizzato per una serie TV in dieci puntate prodotta dalla Disney, dal titolo Ritorno all'Isola del Tesoro (Return to Treasure Island), con Brian Blessed nel ruolo principale di Long John Silver.
Nel 1959 la Rai produsse il seguitissimo sceneggiato televisivo, diretto da Anton Giulio Majano e interpretato da valenti artisti, tra cui Ivo Garrani nelle vesti di Silver. Infine, nel film I Pirati dell'Isola del Tesoro, proiettato nel 2006, il personaggio fu interpretato da Lance Henriksen.
John Silver è stato anche protagonista di una ricostruzione autobiografica di fantasia, nel romanzo di Björn Larsson La vera storia del pirata Long John Silver (Long John Silver: the True and Eventful History of My Life of Liberty and Adventure As a Gentleman of Fortune and Enemy to Mankind).
Dal 2014 in poi, l'attore Luke Arnold interpreta un giovanissimo John Silver nella serie TV Black Sails, fungendo da antefatto a L'isola del tesoro, in quanto ambientata per l'appunto 20 anni prima delle vicende narrate sul libro.
| Anno | Long John Silver                                                                | Media       | Titolo |
| ---- | ------------------------------------------------------------------------------- | ----------- | --- |
| 1912 | Ben F. Wilson                                                                   | cinema      | Treasure Island, film muto (USA, 1912), diretto da J. Searle Dawley |
| 1913 | William V. Ranous                                                               | cinema      | Treasure Island, film muto (USA, 1913), diretto da William V. Ranous |
| 1918 | Violet Radcliffe                                                                | cinema      | Treasure Island, film muto (USA, 1918), diretto da Chester M. Franklin e Sidney Franklin |
| 1920 | Charles Ogle                                                                    | cinema      | L'isola del tesoro, film muto (USA, 1920) |
| 1934 | Wallace Beery                                                                   | cinema      | L'isola del tesoro, film (USA, 1934), diretto da Victor Fleming |
| 1937 | Malcolm Keen                                                                    | televisione | L'isola del tesoro, film TV (USA, 1937) |
| 1938 | Orson Welles (voce)                                                             | radio       | Treasure Island, radiodramma (USA, 1938), diretto da Orson Welles per la serie The Mercury Theatre on the Air, trasmesso il 18 luglio 1938                                                                                                |
| 1950 | Robert Newton                                                                   | cinema      | L'isola del tesoro, film della Disney (USA, 1950), diretto da Byron Haskin |
| 1954 | Robert Long                                                                     | cinema      | Return to Treasure Island, film (USA, 1954), diretto da Ewald André Dupont |
| 1954 | Robert Newton                                                                   | cinema      | Il ciclone dei Caraibi, film (Australia, 1954), diretto da Byron Haskin |
| 1955 | Robert Newton                                                                   | televisione | The Adventures of Long John Silver, serie televisiva (Australia, 1955-57), diretto da Byron Haskin e Lee Sholem |
| 1959 | Ivo Garrani                                                                     | televisione | L'isola del tesoro, miniserie televisiva in 5 puntate (Italia, 1959), diretta da Anton Giulio Majano |
| 1972 | Orson Welles                                                                    | cinema      | L'isola del tesoro, film (Italia-GB, 1972), diretto da Andrea Bianchi e John Hough |
| 1977 | Alfred Burke                                                                    | televisione | L'isola del tesoro, miniserie TV in 4 episodi (GB, 1977), diretta da Michael E. Briant |
| 1978 | Genzo Wakayama (voce)                                                           | televisione | L'isola del tesoro, serie televisiva in 26 episodi (Giappone, 1978), diretta da Osamu Dezaki |
| 1982 | Bernard Miles                                                                   | televisione | L'isola del tesoro, film televisivo (GB, 1982), diretto da Dave Heather |
| 1985 | Vic Tayback                                                                     | cinema      | L'isola del tesoro, film (GB, 1985), diretto da Raoul Ruiz - Trasposizione della vicenda in epoca moderna, liberamente ispirata al racconto di Stevenson.                                                                                 |
| 1987 | Anthony Quinn                                                                   | televisione | L'isola del tesoro, miniserie televisiva in 5 puntate (Italia, 1987), diretta da Antonio Margheriti - Secondo sceneggiato prodotto dalla RAI, stavolta di ambientazione fantascientifica, distribuito anche in riduzione cinematografica. |
| 1988 | Armen Dzhigarkhanjan                                                            | televisione | Ostrov sokrovisc è un film d'animazione (URSS, 1988), diretto da David Cerkasskij. Il film è per metà animato ma le canzoni fatte sono live action - Liberamente ispirata al romanzo.                                                     |
| 1990 | Charlton Heston                                                                 | televisione | L'isola del tesoro, film TV (USA-GB 1990), diretto dal Fraser Clarke Heston |
| 1993 | Richard E. Grant (1ª stagione), Rob Brydon (2ª stagione) [ed.it. Pietro Ubaldi] | televisione | L'isola del tesoro, serie TV d'animazione in 26 episodi (UK, 1993), prodotta da Dino Athannassiou e Film Fair - Liberamente ispirata al romanzo, con l'aggiunta di elementi fantastici.                                                   |
| 1996 | Tim Curry                                                                       | cinema      | I Muppet nell'isola del tesoro, film con attori e pupazzi animati (USA, 1996), diretto da Brian Henson |
| 1999 | Jack Palance                                                                    | cinema      | L'isola del tesoro, film (GB-Canada, 1999), diretto da Peter Rowe |
| 2002 | Brian Murray (voce)                                                             | cinema      | Il pianeta del tesoro (Treasure Planet), film d'animazione della Disney (USA, 2002), diretto da Ron Clements e John Musker |
| 2007 | Tobias Moretti                                                                  | televisione | L'isola del tesoro (Die Schatzinsel), film (Germania, 2007), diretto da Hansjörg Thurn |
| 2012 | Eddie Izzard                                                                    | televisione | L'isola del tesoro (Treasure Island), film TV (Irlanda-GB, 2012), diretto da Steve Barron |
| 2014 | Luke Arnold                                                                     | televisione | Black Sails, serie TV (USA, 2014-2017), diretta da Steve Boyum et al. - Un prequel degli eventi narrati nel romanzo di Stevenson con alcuni dei suoi personaggi 20 anni più giovani.                                                      |
| 2015 | Saverio Indrio (voce)                                                           | televisione | L'isola del tesoro, serie TV d'animazione (Italia, 2015), diretto da Giuseppe Maurizio Laganà - Liberamente ispirata al romanzo, con l'aggiunta di elementi fantastici.                                                                   |

## Altri media
- L'ultimo album prodotto in studio della formazione originale dei Jefferson Airplane si chiama Long John Silver, e comincia con una traccia dallo stesso titolo.
- La canzone Long John il Pirata di The Neon Philharmonic è il racconto dettagliato della storia della famiglia di Long John (presumibilmente Silver), nonché la cattura della principessa Matilde, il ritiro e la morte a Kingston, in Giamaica mentre difendeva il suo bottino.
- Il film d'animazione fantascientifico Il pianeta del tesoro (Treasure Planet) della Disney, del 2002, rappresenta John Silver come un cyborg. A un certo punto, Jim danneggia il sistema idraulico di una gamba di Silver, costringendolo a servirsi di una stampella per il resto del film. Anche qui, Silver è rappresentato più come un antieroe che come un semplice malvivente, e funge da figura paterna per il giovane Jim.
- L'autore inglese John Drake ha pubblicato nel 2008 un altro romanzo in cui compare Long John Silver, ambientato in un'epoca precedente agli eventi narrati da Stevenson: Flint and Silver[22].
- Long John Silver è uno dei protagonisti dell'anime giapponese L'isola del tesoro, ispirato al romanzo di Stevenson.
- Nel film del 1996 I Muppet nell'isola del tesoro, Long John Silver è interpretato da Tim Curry.
- Nella serie televisiva Black Sails, un giovane John Silver (non ancora soprannominato "Long") è uno dei protagonisti, interpretato da Luke Arnold.
- Appare anche in Pagemaster - l'avventura meravigliosa.
- Long John Silver dà il nome al personaggio di Silvers Rayleigh nel manga One Piece.
- Il personaggio di Tobias Beckett, mentore di Ian Solo nel film Solo: A Star Wars Story, è stato ispirato proprio da Long John Silver, come dichiarato dallo sceneggiatore Lawrence Kasdan.